# Mellicta semiplena
Mellicta semiplena är en fjärilsart som beskrevs av Ruggero Verity 1931. Mellicta semiplena ingår i släktet Mellicta och familjen praktfjärilar. Inga underarter finns listade i Catalogue of Life.